# Bactra noteraula
Bactra noteraula es una especie de polilla del género Bactra, tribu Bactrini, familia Tortricidae. Fue descrita científicamente por Walsingham en 1907.
Se distribuye por el archipiélago de Hawái, en los Estados Unidos.